# Циганд
Циганд (мађ. Cigánd) град је у Мађарској. Циганд је један од важнијих градова у оквиру жупаније Боршод-Абауј-Земплен.
Циганд је имао 2.925 становника према подацима из 2009. године.

## Географија
Град Циганд се налази у североисточном делу Мађарске, близу границе са Словачком (10 km северно). Од престонице Будимпеште град је удаљен око 300 km источно. Град се налази у северном делу Панонске низије, на десној обали Тисе. Надморска висина града је око 100 m.